# Trykonodonty
Trykonodonty (†Triconodonta) – rząd wymarłych ssaków mezozoicznych charakteryzujących się zębami trzonowymi z guzkami ustawionymi w linii jeden za drugim (uzębienie trikonodontyczne). Żyły one od wczesnej jury do późnej kredy; znane ze wszystkich kontynentów poza Australią i Antarktydą. Wielkości od ryjówki do kota. Częścią cech budowy zbliżone były do cynodontów.
Do trykonodontów pierwotnie zaliczano tylko taksony obecnie zaliczane do rodzin Triconodontidae i Amphilestidae. Później do grupy zaczęły też być zaliczane inne taksony cechujące się uzębieniem typu trikonodontycznego, takie jak morganukodonty czy Sinoconodon; Kermack, Mussett i Rigney (1973) wyróżnili w obrębie Triconodonta trzy podrzędy – Eutriconodonta (obejmujący taksony zaliczane do rodziny Triconodontidae i Amphilestidae), Morganucodonta i Docodonta. Analizy filogenetyczne wykazują, że trykonodonty obejmujące te wszystkie grupy nie byłyby monofiletyczne, a Eutriconodonta są bliżej spokrewnione ze współczesnymi ssakami niż z Sinoconodon, morganukodontami i dokodontami; cecha łącząca trykonodonty w szerokim rozumieniu, czyli uzębienie trikonodontyczne, okazała się plezjomorfią. Zofia Kielan-Jaworowska, Richard L. Cifelli i Zhe-Xi Luo (2004) używają terminu "trykonodonty" tylko nieformalnie na określenie gradu ssaków cechujących się uzębieniem trikonodontycznym, odróżnianego przez nich od kladu Eutriconodonta, definiowanego przez tych autorów jako obejmującego rodzinę Triconodontidae i wszystkie taksony bliżej spokrewnione z nią niż z morganukodontami, "symetrodontami" z rodzin Spalacotheriidae i Tinodontidae lub wieloguzkowcami.
Monofiletyzm Eutriconodonta obejmujących Triconodontidae i Amphilestidae jest niepewny. Z analiz filogenetycznych uwzględniających jedynie cechy budowy zębów i żuchwy lub zębów, żuchwy i kilku innych kości czaszki wynika, że rodziny Triconodontidae, Amphilestidae i Gobiconodontidae nie tworzą kladu, do którego nie należałyby również torbacze i łożyskowce. Analizy filogenetyczne uwzględniające również cechy budowy pozostałych kości czaszki oraz kości szkieletu pozaczaszkowego wskazują natomiast, że Eutriconodonta obejmujące rodziny Triconodontidae, Amphilestidae, Gobiconodontidae i (być może niemonofiletyczną) Jeholodentidae są monofiletyczne. Gao i współpracownicy (2010) przeprowadzili dwie analizy filogenetyczne, z których pierwsza uwzględniała tylko cechy budowy zębów, żuchwy i kilku innych kości czaszki, a druga także pozostałych kości czaszki i szkieletu pozaczaszkowego; pierwsza analiza wykazała parafiletyzm Eutriconodonta, druga ich monofiletyzm. Autorzy zaznaczają jednak, że w wypadku większości przedstawicieli Eutriconodonta brak jest informacji o budowie szkieletu pozaczaszkowego; szkielety pozaczaszkowe znane są tylko u przedstawicieli rodzin Gobiconodontidae i Jeholodentidae. Ich zdaniem obecnie nie da się stwierdzić, czy analizy filogenetyczne uwzględniające cechy budowy szkieletu pozaczaszkowego wykazują monofiletyzm Eutriconodonta ze względu na to, że grupa ta jest istotnie monofiletyczna, czy też jest to wyłącznie rezultat wystąpienia w tych analizach zjawiska określanego jako long branch attraction wykazującego bliskie pokrewieństwo Gobiconodontidae i Jeholodentidae.
Pozycja filogenetyczna Eutricodonta w obrębie ssaków również pozostaje niepewna. Z analizy przeprowadzonej Zhe-Xi Luo, Zofię Kielan-Jaworowską i Richarda L. Cifelliego (2002) wynika, że najbardziej prawdopodobne jest, iż Eutriconodonta są przedstawicielami grupy koronnej ssaków (kladu obejmującego ostatniego wspólnego przodka łożyskowców, torbaczy i stekowców oraz wszystkich jego potomków) bliżej spokrewnionymi z kladem obejmującym m.in. łożyskowce, torbacze i wieloguzkowce niż ze stekowcami. Autorzy zaznaczyli jednak, że wystarczy wydłużenie drzewa filogenetycznego o pięć lub sześć stopni w stosunku do najbardziej parsymonicznego, aby uzyskać drzewo, według którego Eutriconodonta nie należą do grupy koronnej ssaków.

## Cechy charakterystyczne
- zęby trzonowe z guzkami ustawionymi jeden za drugim (plezjomorfia)
- małe siekacze, długie, wydatne kły
- brak błędnika w uchu wewnętrznym